# حباب (فیلم ۱۹۶۶)
«حباب» (انگلیسی: The Bubble) یک فیلم سه بعدی در سبک علمی–تخیلی ساخت کشور آمریکا است که در سال ۱۹۶۶ پخش شد.

## داستان
این فیلم در مورد زن و شوهر جوانی به نامهای مارک و کاترین است که هواپیمای کوچک آنها در شهری دور افتاده مجبور به فرود می‌شود؛ و پس از آن متوجه می‌شوند پیرامون این شهر را حبابی مانند شیشه فراگرفته و مانع فرار آنها می‌شود.